# Тайлер, Джулия
Джулия Гардинер Тайлер (англ. Julia Gardiner Tyler; 4 мая или 29 июля 1820 — 10 июля 1889) — вторая жена Джона Тайлера и Первая леди США с 26 июня 1844 года по 4 марта 1845 года.

## Биография
Родилась на острове Гардинер, восточная оконечность Лонг-Айленда, Нью-Йорк, в 1820 году. Она была дочерью Дэвида Гардинера, видного землевладельца и сенатора штата Нью-Йорк (1824—1828), и Джулианы Маклаклан-Гардинер. С самого детства Джулию обучали жизни в высшем обществе; первый выход в свет был у неё в 15 лет. Живая, красивая брюнетка, в 19 лет она шокировала приличное общество, позируя для рекламы универмага. Путешествие по Европе вместе с семьёй дало ей новое представление о высшем свете.

## Роман и свадьба
Джулия была представлена Президенту Джону Тайлеру во время приёма в Белом доме в 1842 году. Они стали чаще видеться в январе 1843 года, через несколько месяцев после смерти Первой леди Летиции Тайлер.
Джулия, её сестра Маргарет и их отец, присутствовали на экскурсии на новом фрегате «Принстон». Дэвид Гарднер погиб во время разрыва корабельного орудия. Тайлер утешал Джулию в её горе, и предложил руку и сердце. Из-за обстоятельств смерти её отца, пара решила пожениться тайно. Свадьба состоялась 26 июня 1844 года в Церкви Вознесения, Нью-Йорк, а поженил их четвёртый епископ Бенджамин Тредуэлл Ондердонк. На тот момент Тайлеру было 54 года, Джулии 24.
Подругой невесты была её сестра Маргарет, шафером брат Александр. Семью Тайлера представлял сын президента, Джон Тайлер III. Хотя сыновья с готовностью приняли новый союз отца, но дочери были шокированы. Когда об этой новости узнали американцы, они с интересом наблюдали за парой, но их смущала разница в возрасте. Старшая дочь Тайлера, Мэри, с трудом приняла мачеху, младшую её на пять лет. Другая дочь, Летиция, так и никогда не заключила мир с новой миссис Тайлер.

## Дети
- Дэвид Гардинер Тайлер (1846—1927) — юрист, должностное лицо.
- Джон Александр Тайлер (1848—1883) — инженер. Как и его старший брат, Джон бросил учёбу в Вашингтонском колледже и присоединился к армии Конфедерации, а после войны стал учиться в Германии. Вступил в саксонскую армию во время Франко-прусской войны, и участвовал в оккупации Франции в 1871 году. За службу был награждён Прусским правительством. Позже стал горным инженером и, вернувшись в США, был назначен инспектором отдела Внутренних дел США в 1879 году. Во время работы в Нью-Мексико выпил загрязнённую воду, и умер в возрасте 35 лет[1].
- Джулия Гардинер Тайлер-Спенсер (1849—1871) — в 1869 году вышла замуж за Уильяма Спенсера, фермера, обременённого долгами, в Пиффарде (ныне Йорк), штат Нью-Йорк. Умерла во время родов в Уэстерли[2].
- Лаклан Гардинер Тайлер (1851—1902) — врач. Сначала работал в Джерси, Нью-Джерси, а в 1879 году стал хирургом в ВМФ США. С 1887 года работал в Элкхорне, Западная Вирджиния.
- Лион Гардинер Тайлер (1853—1935) — педагог.
- Роберт Фитцуолтер Тайлер (1856—1927) — фермер. Проживал в округе Ганновер, Виргиния.
- Перл Тайлер-Эллис (1860—1947) — в 12 лет приняла Католичество вместе с матерью. Была замужем за Уильямом Эллисом, членом Палаты депутатов Виргинии. Проживала в Роаноке.

## Первая леди США
После свадебного путешествия в Филадельфию, приема в Белом доме и остановке на плантации Шервудский Лес, молодожёны вернулись в Вашингтон. Тайлер очень понравились обязанности Первой леди.

## Последние годы жизни и смерть

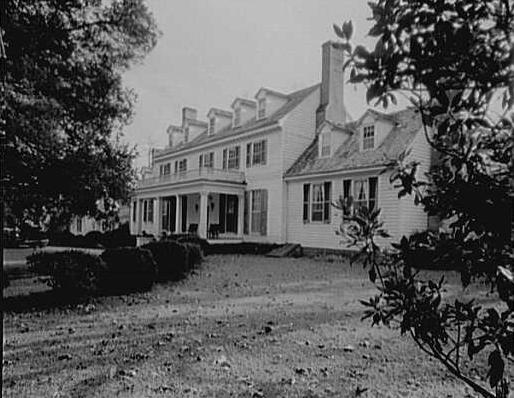
Дом Тайлеров у Шервудского леса в округе Чарльз-Сити, Виргиния.

После окончания президентского срока, Тайлер жил в доме у Шервудского леса, до начала Гражданской войны. Северянин с рождения, Тайлер придерживалась принципов Юга.
После смерти мужа в 1862 году она переехала на север, в Статен-Айленд. В Ричмонде у неё случился инсульт и 10 июля 1889 года она умерла в возрасте 69 лет. Похоронена на Голливудском кладбище в Ричмонде, рядом с мужем.

## Примечание
1. 1 2 3 4  Biography. Дата обращения: 23 ноября 2010. Архивировано 9 мая 2012 года.
2. ↑  Cornelia E. Brooke. Register of Historic Places Registration: Westerly. New York State Office of Parks, Recreation and Historic Preservation (июль 1974). Дата обращения: 1 сентября 2009. Архивировано из оригинала 30 августа 2012 года.